# ليلانة
ليلانة هي قرية في مقاطعة سردشت، إيران. يقدر عدد سكانها بـ 269 نسمة بحسب إحصاء 2016.